# Das Tripas Coração
Das Tripas Coração és una pel·lícula de comèdia brasilera de 1982 dirigida per Ana Carolina. Es va projectar a la secció Un Certain Regard al 35è Festival Internacional de Cinema de Canes.

## Argument
L'estat decreta que un internat només per a noies sigui tancat. Un interventor, Guido (Antônio Fagundes), és enviat a l'escola per signar el protocol per confirmar el seu tancament i diu que es convertirà en una corporació. Inesperadament, els estudiants comencen a tenir sexe, així com els conserges i els agents d'absentisme escolar. Mentrestant, cadascuna de les dues directores, la Renata (Dina Sfat) i la Miriam (Xuxa Lopes), creen obstacles l'una a l'altra, ja que totes dues volen que Guido sigui exclusivament per a ella mateixa. Al final, però, en Guido descobreix que tot era només un somni i confirma el tancament de l'escola.

## Repartiment
- António Fagundes com a Guido
- Dina Sfat com a Renata
- Xuxa Lopes com a Miriam
- Ney Latorraca com a sacerdot
- Christiane Torloni com a professora
- Eduardo Tornaghi
- Othon Bastos
- Cristina Pereira com Amindra
- Myrian Muniz com a Muniza
- Nair Bello com a Nair

## Premis i nominacions
Festival de Gramado 1983
- Guanyador en la categoria de Millor Direcció i Millor Muntatge.
- Nominada a la categoria Millor pel·lícula.

Fantasporto 1984 (Portugal)
- Nominada a la categoria Millor pel·lícula.